# Hypersomni
Hypersomni är en sömnstörning som yttrar sig i form av överdriven (sjuklig) dagtrötthet, eller ett behov av onormalt lång nattsömn. Tillståndet kan bero på fysiska sjukdomar eller vara psykiskt betingat.
Patienter med hypersomni kan ha svårt att hålla sig vakna en hel dag i sträck, trots att de erhållit en normallång nattsömn. Hypersomni kan i många fall vara resultatet av någon annan sömnstörning, såsom sömnapné eller förskjuten dygnsrytm, men det kan också bero på någon neurologisk sjukdom. I vissa fall är orsaken okänd.
Hypersomni är en av de sömnstörningar som innebär svår sömnighet/trötthet. Det medför att man har en funktionsnedsättande sömnighet under dagen. Detta trots att de med hypersomni ofta sover 10 timmar eller mer nattetid. Även efter att de sovit så lång tid har de mycket svårt för att vakna upp. De kan ställa flera alarm, men har ändå svårt att vakna. När de väl vaknar, kan de känna det som att de fortfarande delvis sover och känner sig förvirrade och yra. Detta kallas för "sleep drunkenness". Förvirring och "sleep drunkenness" är vanliga symptom när de med hypersomni vaknar på morgonen eller när de vaknar efter en tupplur. Tupplurarna för de med hypersomni kan vara flera timmar långa, men de är inte uppiggande. Det spelar ingen roll hur mycket sömn de med hypersomni får, de är fortfarande sömniga.

## Funktionsnedsättande
Skola, arbete och relationer drabbas ofta på grund av den långa sömnen och även på grund av den funktionsnedsättande sömnigheten. Den som är drabbad verkar ibland stirra uttryckslöst. De tycks också glömma enkla aktiviteter. Omkring 30 % med denna sjukdom är också drabbade av huvudvärk. 15-25 % kan ha depressiva symptom.
Denna sjukdom kan göra personen ännu sömnigare än hos dem med narkolepsi. En tupplur är ofta uppiggande för de med narkolepsi. Med hypersomni blir tupplurarna ofta mycket längre och är inte uppiggande alls.
Några med hypersomni har symptom som liknar de hos narkolepsi. Exempel är sömnparalys och hallucinationer. Men personer med hypersomni har inte kataplexi, som är en plötslig attack av muskelsvaghet. De med hypersomni har inte heller lika många och snabba episoder med REM-sömn som de med narkolepsi. En väsentlig skillnad är också att de med narkolepsi upplever en plötslig känsla av att de måste sova (en sömnattack) medan de med hypersomni upplever en ökande sömnighet över tid.

## Trötthet
Det finns också en distinkt skillnad mellan trötthet och sömnighet. Människor med trötthet som orsakas av depression eller en medicinsk sjukdom kan känna sig mycket trötta, det gäller till exempel de med den neurologiska sjukdomen ME/CFS eller vid psykogen sömnmyokloni. Men dessa människor somnar inte okontrollerat eller sover inte under längre tidsperioder. Detta skiljer dem från dem med hypersomni och från dem med andra trötthetssyndrom.
Läkare försöker i regel att om möjligt finna orsaken till hypersomnin och i första hand behandla denna. I svårare fall där symptomet utgör ett kroniskt handikapp, kan uppiggande medicin vara nödvändigt. Den regelrätta medicinen vid svår hypersomni är modafinil eller olika amfetaminderivat och andra centralstimulantia. Emellertid tillämpas denna typ av behandling tämligen restriktivt i Sverige.